# サテライトNo.1
『サテライトNo.1』（サテライトナンバーワン）は、中国放送（RCCラジオ）制作で放送されていた公開ラジオ番組。提供元でもある家電販売店の第一産業本店（現・エディオン広島本店）のサテライトスタジオより公開生放送が行われた。

## 概要
第一産業（現・エディオン）の創業25周年に当たる、1972年5月7日に『サテライトX』の仮題で放送開始。新聞のラジオ欄には「只今タイトル募集中」と番組名が掲示された。その後タイトルは一般公募が行われ、1000通の応募の中から同月28日に『サテライトNo.1』とのタイトルが決定。放送開始当初は日曜日16時からの1時間放送で、後に日曜日17時からの1時間放送になり、1988年3月27日まで放送された。最終回は枠を拡大して90分スペシャルで放送された。
タイトルの「No.1」は、エディオンの源流会社の一つのデオデオの旧社名「第一産業」の「第一」が由来になっている。
日本各地で評判だった、広島初のサテライトスタジオからの放送で、家電の売り上げ促進策の一環として電通と企画。電通経由で中国放送に協力を依頼し、当時『ビクター・ミュージック・ホリデー』で人気が出始めていた柏村武昭（当時・RCCアナウンサー）を起用した。
番組開始当初は、木造の本店 2階のオーディオ売場中央にサテライトスタジオが設けられた。当時のスタジオは、2畳ほどの金魚鉢みたいな簡易的な物だった。放送開始当時、来場者数の多さに床の補強工事を行った話がある。1975年6月22日の新本店（後の本店・本館）オープンで、7階に本格的なイベント会場が設置され放送された。
1975年8月、柏村は中国放送を退社。土居まさるの個人事務所に所属するフリーアナウンサーに転身後も中国放送との優先出演を継続し、出演を続行。番組終了まで続投した。
ローカルブロックネット番組として成功を収め、聴取率も首位を維持。1982年には24.0%の聴取率を記録した（これはRCCの野球中継を除くラジオ番組の中で今でも破られていない最高記録）。ダイイチの支店網の充実に合わせて、ネット局の拡大や、本店のサテライトスタジオの他にもダイイチの支店内や、ダイイチの支店がある地区のホールなどで公開録音が行われた。
番組の企画で『痛快! 赤ヘル音頭』『サテライトNo.1』のレコードを制作、販売。1977年には本が出版された。一番の人気コーナーとされていたのは『コント小話』であり、最終回では同コーナーの総集編が放送された。
テーマ曲はジンタージンマーマン「ソウルフィンガー」。
1995年に『柏村・やすべえのサテライトNo.1』（かしむら・やすべえのサテライトナンバーワン）として復活。1年間 放送した。
本番組の終了後も、RCCラジオの日曜17時台は『ニンニキ日曜500』『つないでサン局山陽路』」など、中国5県（4局）や山陽地方のネット番組の放送枠となり、『ニンニキ日曜500』は本番組から引き続き、ダイイチの提供で放送した。詳しくは柏村武昭の項を参照のこと。

## 出演者
パーソナリティは柏村武昭。本人は、フジテレビの『プロ野球ニュース』からキャスターのオファーがあったが、それを断ってこの番組を続けたことを明かしている。アシスタントは放送開始当時に公募を行い、女子大生、主婦、OL、高校生などがアシスタントを務めた。1975年4月より、林竹洋子が出演。1985年4月まで出演した。その後は「ヤング スタッフ」と称したアシスタントを募り、斉藤満喜子、松村邦洋が出演した。なお、出演回数最多のゲストは村下孝蔵であった（最終回にもゲスト出演した）。

## コーナー
- コントこばなしコーナー[15]
コーナーのテーマ曲はPee Wee Hunt「Oh!」
- ピンとポンとコント[16]
※各コーナーではがきなどの採用者には、番組オリジナルグッズ（No.1バッグ、Tシャツ、貯金箱など）が贈られた[17]。

## ネット局
ダイイチ（第一産業）の店舗網拡大に合わせて制作局の中国放送の他、1974年4月から山口放送、少し遅れて山陰放送、1976年4月から南海放送、1977年4月から山陽放送で放送開始。ブロックネット番組になった。
1985年4月には、さらなるダイイチの店舗網拡大により九州朝日放送（KBCラジオ）でも放送された。
西日本放送でもネットしていたが、1987年3月で打ち切られた。
秋田放送でもナイターオフ編成時に、各地のローカル番組を週替わり放送していた「ラジオスペシャル」（日曜21:00 - ）で不定期放送したことがあったが（1986年度は月2回程度）、ローカルスポンサーによる放送だった。
中国放送が広島東洋カープのデーゲーム（ホーム・ビジターを問わず）を中継した時は、ネット局への裏送りを行うことがあった。自社で別時間帯に振替放送を行ったかは不明。

## 復活特番
RCCのラジオ開局70周年記念日となる2022年10月1日に7:00 - 23:00に渡って放送された特別番組『広島大家族。ラジオ 全員集合スペシャル』の中の1パートとして、16:00 - 18:00の時間で1日限りの復活特番が放送された。番組終了時に使用していたダイイチ→デオデオ→エディオン広島本店本館は既にエディオン広島本店東館へ建て替えられていたが、この特番では同館完成時に設けられた「エディオン紙屋町ホール」から公開生放送を行い、司会は柏村・林竹夫妻が、ゲストには前述の通り「ヤングスタッフ」だった松村邦洋、RCCテレビでかつてレギュラー番組も持っていた風見しんご、本名正憲（後番組『ニンニキ日曜500』のパーソナリティ。前日にRCCを退社し、この日の特番の第1部と本番組がフリーとなって最初の仕事だった）が出演した。
なおこの模様は地上波の他、YouTubeのRCCラジオ公式チャンネルでも同時ライブ配信、アーカイブ放送も行われた。

### 補足
1. ↑  放送開始当初は「第一産業本店（放送開始から1975年6月）」。後に「ハイライフプラザ第一産業本店（1975年6月から1977年9月）」→「ダイイチ本店（1977年10月から放送終了、『柏村・やすべえ』時代）」と放送期間中に店名は幾度か変更されている。
2. ↑  5月14日放送[4]、5月21日放送も同様[5]。5月28日放送分から新聞掲載も「サテライトNo.1」として掲載されている[6]。
3. ↑  2000年代に、サテライトスタジオは7階から8階に移動。よしもと紙屋町劇場として、2017年4月に本館建て替えに伴い、閉館するまで使用された。
4. ↑  「はしだのりひことエンドレス」のボーカル。1975年 - 1985年に本番組のアシスタントを担当。柏村と結婚した後（柏村は再婚）は引退したが、2015年に歌手活動を再開した。